# Bell Peak
Bell Peak är en bergstopp i Antarktis. Den ligger i Västantarktis. Nya Zeeland gör anspråk på området. Toppen på Bell Peak är 1 620 meter över havet, eller 205 meter över den omgivande terrängen. Bredden vid basen är 3,8 km.
Terrängen runt Bell Peak är kuperad söderut, men norrut är den bergig. Trakten är obefolkad. Det finns inga samhällen i närheten.